# Aristovoulos Petmezas
Aristovoulos Petmezas (18?? - 1???) fue un gimnasta y tirador griego. Compitió en los Juegos Olímpicos de Atenas de 1896.
Petmezas compitió en el evento individual de salto de potro, prueba en la cual no fue medallista, y su posición en la tabla general se desconoce. 
También compitió en los eventos de Rifle militar 200 m y Pistola militar 25 m, del programa de tiro. Su puntaje y posición final se desconoce, pero probablemeste se ubicó entre las posiciones 14° y 47° en la prueba de Rifle, y entre el 6° y 13° de la de Pistola.